# Горизонт

Схематичне зображення істинного (H'H), теоретичного видимого (C_{1}C_{2}C_{3}C_{4}) і фактичного видимого (B_{1}B_{2}B_{3}B_{4}) горизонтів.

Горизо́нт, або о́брій, о́вид, видноко́ло, виднокра́й, виднокру́г, небокра́й, небосхи́л, небозві́д, крайне́бо, кругови́д, кругозі́р, кругогля́д, пруг (від дав.-гр. ὁρίζων — «те, що обмежує») — уявна лінія торкання небосхилу і земної поверхні. Розрізняють видимий горизонт та істинний горизонт. Кут між площиною істинного горизонту і напрямком на видимий горизонт, називають нахилом горизонту (синоніми: пониження горизонту, депресія горизонту).
На рисунку: точка A — точка спостереження; H'H — площина істинного горизонту; відрізок AC1 — геометрична (теоретична) дальність видимого горизонту; дуга AB1 — географічна дальність видимого горизонту; кут α — нахил горизонту; B1B2B3B4 — лінія видимого горизонту.
Частина земної поверхні на відкритих для погляду місцях, де добре видно лінію обрію, називається відкритою місцевістю, а обрій називається видимим. У місцях, де лінію обрію не видно, місцевість називають закритою.

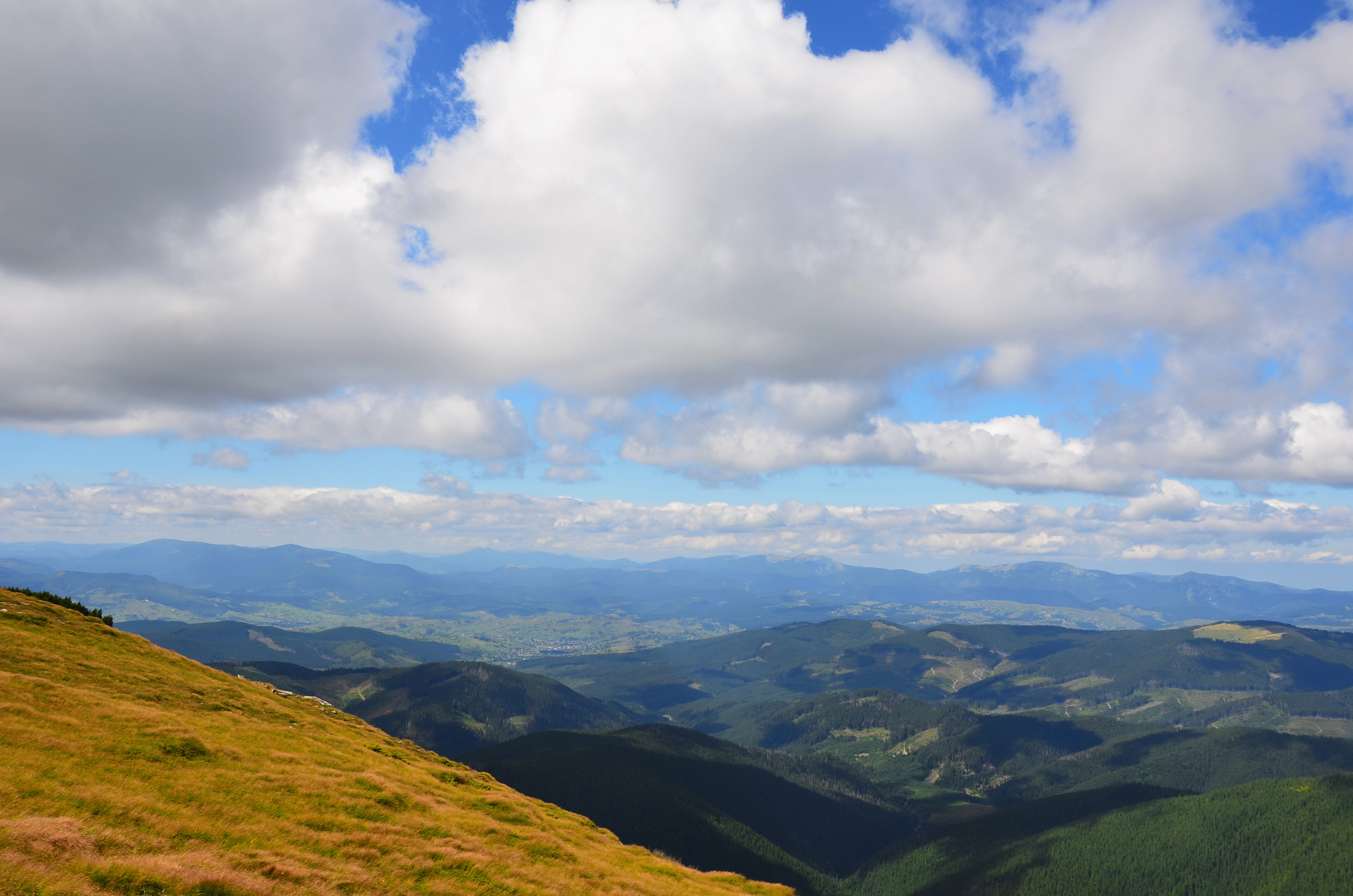
Горизонт з г. Говерла

Обрій має чотири основні сторони: північ, південь, схід, захід. Між основними сторонами обрію розташовані проміжні сторони: між північчю і сходом — північний схід; між півднем і сходом — південний схід; між північчю і заходом — північний захід; між півднем і заходом — південний захід. 

## Видимий горизонт

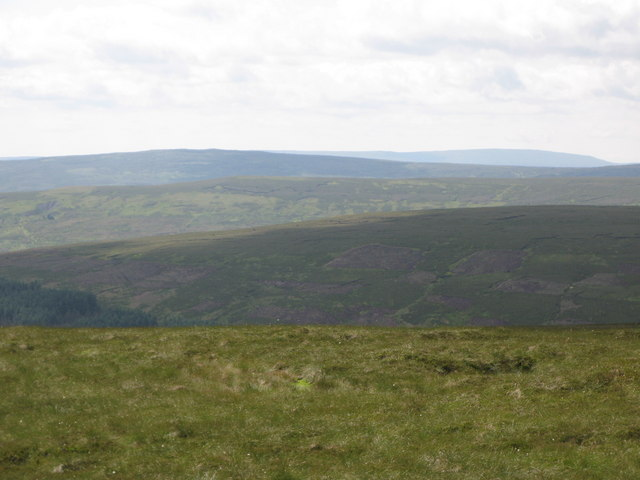

Видимим горизонтом називають і риску, якою проходить уявна лінія торкання небосхилу з поверхнею Землі, і простір неба над цією межею, і видиму спостерігачем поверхню Землі, й увесь видимий навколо спостерігача простір, до певної скінченної відстані. Так само, визначення горизонту може бути застосоване для інших небесних тіл (планет).

### Відстань до видимого горизонту

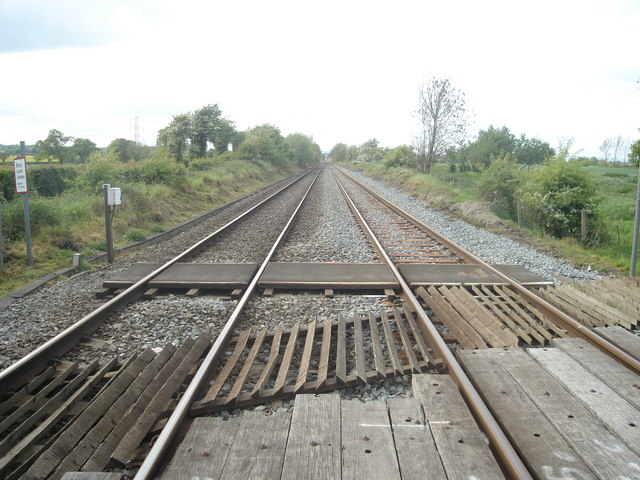

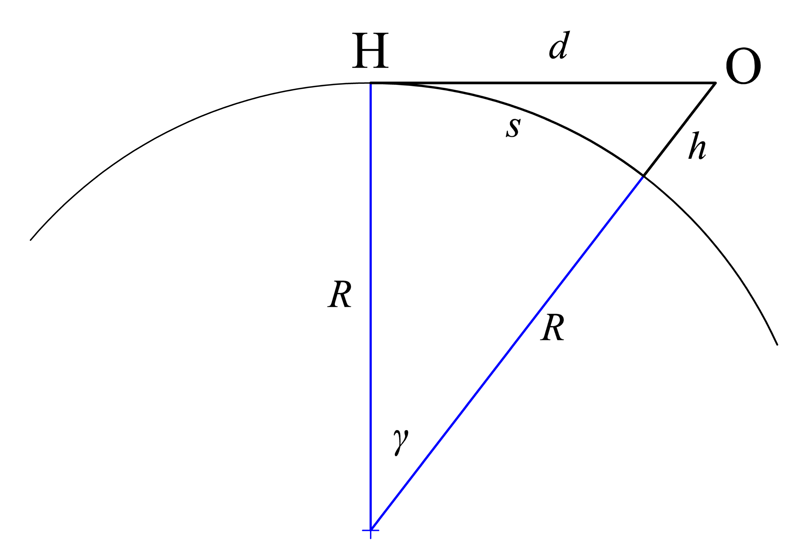
Схематичний рисунок для обчислення відстані до горизонту:

- У випадку, якщо видимий горизонт визначити як границю між небосхилом і Землею, то розрахувати геометричну дальність видимого горизонту можна, скориставшись теоремою Піфагора:

{\displaystyle d={\sqrt {(R+h)^{2}-R^{2}}}={\sqrt {2Rh+h^{2}}}.}
Тут d — геометрична дальність видимого горизонту, R — радіус Землі, h — висота точки спостереження відносно поверхні Землі.
В наближенні, що Земля — зразкова куля і без врахування рефракції ця формула дає хороші результати аж до висот розташування точки спостереження порядку 100 км над поверхнею Землі.
Приймаючи радіус Землі рівним 6371 км і відкидаючи з-під кореня величину h2, яка не надто значуща (порівняно з 2Rh) через мале відношення h/R, отримаємо ще простішу наближену формулу:
{\displaystyle d\approx 113{\sqrt {h}}\,,}
де d і h задані в кілометрах або
{\displaystyle d\approx 3{,}57{\sqrt {h}}\,,}
де d задане в кілометрах, а h — в метрах.
Нижче наведено відстань до горизонту при спостереженні з різних висот:
| Висота над рівнем моря Землі h | Відстань до горизонту d | Приклад місця спостереження |
| ------------------------------ | ----------------------- | --------------------------- |
| 1,75 м                         | 4,7 км                  | стоячи на землі             |
| 25 м                           | 17,9 км                 | 9-ти поверховий будинок     |
| 50 м                           | 25,3 км                 | 16-ти поверховий будинок    |
| 100 м                          | 35,7 км                 | крилата ракета              |
| 200 м                          | 50,5 км                 | повітряна куля              |
| 385 м                          | 70 км                   | Київська телевежа           |
| 800 м                          | 101 км                  |                             |
| 2 км                           | 160 км                  | Говерла                     |
| 10 км                          | 357 км                  | літак                       |
| 100 км                         | 1130 км                 | межа космосу                |

Відстань до горизонту в залежності від висоти точки спостерігача.
Клацніть по зображенню для збільшення.

Для полегшення розрахунків дальності горизонту залежно від висоти точки спостереження і з урахуванням рефракції складені таблиці й номограми. Справжні значення дальності видимого горизонту можуть дуже відрізнятися від табличних, особливо у високих широтах, залежно від стану атмосфери і підстильної поверхні
Підняття (зниження) горизонту стосується явищ, пов'язаних із рефракцією.
- У разі додатної рефракції видимий горизонт підіймається (розширюється), географічна дальність видимого горизонту збільшується порівняно з геометричною дальністю, видно предмети, зазвичай приховані кривиною Землі. За нормальних температурних умов підняття горизонту становить 6—7 %. Під час підсилення температурної інверсії видимий горизонт може піднятися до істинного (математичного) горизонту, земна поверхня ніби розпрямиться, стане плоскою, дальність видимості стане нескінченно великою, радіус кривини променя стане рівним радіусу земної кулі. При ще сильнішій температурній інверсії видимий горизонт підніметься вище істинного. Спостерігачеві буде здаватися, що він перебуває на дні величезної улоговини. З-за горизонту піднімуться і стануть видимими (ніби летючими у повітрі) предмети, розташовані далеко за геодезичним горизонтом. За наявності потужних температурних інверсій створюються умови для виникнення верхніх міражів. Великі градієнти температури створюються при сильному нагріванні земної поверхні сонячними променями, часто в пустелях, у степах. Великі градієнти можуть виникати і в середніх, і навіть у високих широтах в літні дні за сонячної погоди: над піщаними пляжами, над асфальтом, над оголеним ґрунтом. Такі умови є сприятливими для виникнення нижніх марев.
- У разі від'ємної рефракції видимий горизонт знижується (звужується), не видно навіть ті предмети, які видно за звичайних умов.
- Коли видимий горизонт визначати як увесь видимий навколо спостерігача простір, до певних скінченних меж, то відстань до видимого горизонту, наприклад, в лісі — це найбільша відстань, якої сягає погляд, доки не впреться в дерева (кілька десятків метрів), а для спостережуваного Всесвіту відстань до видимого горизонту (тобто до найдальших зір, які ми ще можемо спостерігати) становить близько 13—14 млрд світлових років.

### Дальність видимості

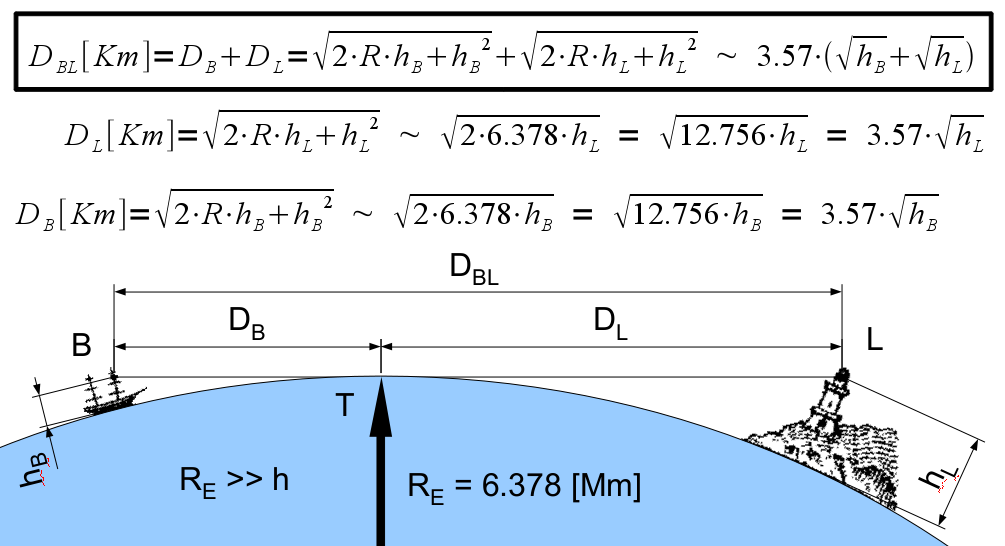
Формула і рисунок для обчислення геометричної дальності видимості.
Клацніть по зображенню для збільшення.

На рисунку справа дальність видимості об'єкта визначають за формулою
{\displaystyle D_{\mathrm {BL} }=3{,}57\,({\sqrt {h_{\mathrm {B} }}}+{\sqrt {h_{\mathrm {L} }}})\,},
де {\displaystyle D_{\mathrm {BL} }\,} — дальність видимості в кілометрах,

{\displaystyle h_{\mathrm {B} }\,} і {\displaystyle h_{\mathrm {L} }\,} — висоти точки спостереження і об'єкта в метрах.
Якщо врахувати земну рефракцію, то формула набуде вигляду:
{\displaystyle D_{\mathrm {BL} }<3{,}86\,({\sqrt {h_{\mathrm {B} }}}+{\sqrt {h_{\mathrm {L} }}})\,.}
Те ж саме, але {\displaystyle D_{\mathrm {BL} }\,} — у морських милях:
{\displaystyle D_{\mathrm {BL} }<2{,}08\,({\sqrt {h_{\mathrm {B} }}}+{\sqrt {h_{\mathrm {L} }}})\,.}

Діаграма Струйського: спостерігач на висоті 10 м (шкала C) побачить скелю висотою 50 м (шкала A) з відстані близько 21 морської милі (шкала B).

Для наближеного розрахунку дальності видимості об'єктів застосовують номограму Струйського (див. іл.): на двох крайніх шкалах номограми позначають точки, які відповідають висоті точки спостереження і висоті об'єкта, потім проводять крізь них пряму і на перетині цієї прямої з середньою шкалою отримують дальність видимості об'єкта.
На морських картах, в лоціях та інших навігаційних посібниках дальність видимості маяків та вогнів вказується для висоти точки спостереження, рівної 5 м. Якщо висота точки спостереження інша, то вводиться поправка.

### Горизонт на Місяці
Місячний горизонт майже вдвічі ближчий від земного. Водночас відстань до місячного горизонту на око визначити вкрай складно через відсутність атмосфери, а також об'єктів відомого розміру, за якими можна було б зробити висновок про масштаб.

## Істинний горизонт
Істинний горизонт — уявний великий круг небесної сфери, площина якого перпендикулярна прямовисній лінії в точці спостереження. Подібно до загального визначення, істинним обрієм може називатися не круг, а коло, тобто лінія перетину небесної сфери і площини, перпендикулярної прямовисній лінії.
Синоніми: математичний горизонт, астрономічний горизонт.